# Мэннион, Нико
Нико Мэннион (англ. Nico Mannion; 14 марта 2001, Сиена, Италия) — итальянский и американский профессиональный баскетболист, играющий на позиции разыгрывающего защитника. Был выбран на драфте НБА 2020 года под 48-м номером.

## Биография

### Ранние годы
Мэннион родился в Сиене, Тоскана, Италия, в семье бывшего игрока НБА Пейса Мэнниона (род. 1960, провёл в НБА 216 матчей в 1983—1989 годах) и Гайи Бьянки. Там он провёл своё детство, затем его семья переехала в Солт-Лейк-Сити, штат Юта, и далее поселилась в Финиксе, штат Аризона.

### Карьера в средней школе
В средней школе Pinnacle High School в Фениксе, штат Аризона, начал играть в баскетбол под руководством главного тренера Чарли Уайльда. 9 февраля 2017 года Sports Illustrated опубликовал статью о «15-летнем баскетбольном вундеркинде». В первом году Мэннион играл во всех 28 играх, набирая в среднем 20,2 очка, 4,6 подбора, 4,7 передачи и 2,4 перехвата за игру. Во втором году он пропустил свои первые четыре игры из-за сломанной левой руки. 28 февраля 2018 года Мэннион набрал 21 очко в победной игре на чемпионате штата, обыграв Mountain Pointe High School со счётом 76-60. 27 февраля он привёл свою команду Pinnacle High School ко второму титулу штата, набрав 34 очка, 8 подборов и 6 передач в игре против Chaparral High School, обыграв со счётом 83-64. К концу сезона Мэннион набирал в среднем 30,4 очка, 6,2 подбора и 6,2 передачи за игру.

### Карьера в колледже
6 ноября 2019 года в своей второй студенческой игре за Аризонский университет он набрал 23 очка, девять передач и четыре подбора в победной игре с Иллинойсом, выиграв со счётом 90-69.

## Профессиональная карьера

### Голден Стэйт Уорриорз (2020—2021)
27 ноября 2020 года подписал с командой Голден Стэйт Уорриорз контракт на два года.

### Виртус Болонья (2021—2023)
10 августа 2021 года Мэннион подписал двухлетний контракт с итальянским клубом «Виртус Болонья», командой с амбициями выиграть Еврокубок и квалифицироваться в Евролигу. Выбив «Литкабелис», «Ульм» и «Валенсию» в первых трёх раундах плей-офф, 11 мая 2022 года «Виртус» обыграл «Фрутти Экстра Бурсаспор», выиграв свой первый Еврокубок и квалифицировавшись в Евролигу спустя 14 лет. Однако, несмотря на то, что регулярный чемпионат «Виртус» закончил на первом месте, а в первых двух раундах плей-офф со счётом 3-0 обыграл «Пезаро» и «Тортону», в национальном финале «Виртус» был разгромлен «Олимпией Милан» со счётом 4-2.
29 сентября 2022 года, выбив в полуфинале «Милан», «Виртус» выиграл свой третий Суперкубок, победив со счётом 72-69 «Банко ди Сарденья Сассари» и добившись повторного успеха вслед за трофеем 2021 года. Однако, несмотря на хорошие условия, «Виртус» завершил сезон Евролиги на 14-м месте, не попав в плей-офф. Более того, команда потерпела поражение в финале Кубка Италии по баскетболу от «Брешии». В июне, после победы со счётом 3-0 над «Бриндизи» и «Тортоной», «Виртус» проиграл со счётом 4-3 миланской «Олимпии» в национальном финале, после серии, которая была признана одной из лучших в последние годы итальянского баскетбола.

### Саски Баскония (2023)
26 июня 2023 года Мэннион подписал двухлетний контракт с испанским клубом «Саски Баскония» из Лиги ACB и Евролиги. В двенадцати матчах лиги Мэннион набирал в среднем 2,0 очка, 0,7 подбора и 2,0 передачи за игру, играя по 10 минут за матч. 21 декабря Мэннион и «Баскония» достигли соглашения о расторжении контракта.

### Паллаканестро Варезе (2023—настоящее время)
21 декабря 2023 года Мэннион подписал полуторагодичный контракт с итальянским клубом «Паллаканестро Варезе».

## Карьера в национальной сборной
Мэннион имеет двойное гражданство США и Италии. Его отец — американец из Солт-Лейк-Сити, а мать — итальянка из Гуидонии-Монтечельо. В 2017 году он присоединился к тренировочному лагерю молодёжной сборной США до 16 лет и стал финалистом её состава на Чемпионате Америки среди юношей до 16 лет. После того, как он не попал в команду, с ним связалась Федерация баскетбола Италии, и он присоединился к национальной сборной Италии до 16 лет на чемпионате Европы по баскетболу среди юношей до 16 лет в Подгорице, Черногория.
Он дебютировал в составе взрослой национальной сборной Италии на отборочных матчах Чемпионата мира по баскетболу 2019. В игре 1 июля 2018 года Мэннион набрал девять очков за 29 минут в игре с Нидерландами, где Италия проиграла со счётом 81-66. Он стал четвёртым самым молодым игроком в истории команды в возрасте 17 лет.

## Личная жизнь
Нико имеет двойное гражданство: его отец американец, а мать — итальянка. Отец — Пейс Мэннион — играл в НБА.